# Dia de Nossa Senhora do Rocio
O Dia de Nossa Senhora do Rocio é um feriado estadual paranaense celebrado em honra à Virgem do Rocio, Padroeira e Rainha do estado do Paraná, no dia 15 de novembro. Suas festividades ocorrem na cidade de Paranaguá (litoral do Paraná), mais especificamente, no Santuário Estadual de Nossa Senhora do Rocio.
A Festa Estadual de Nossa Senhora do Rocio é a maior festa religiosa do Sul do Brasil e a terceira maior do país. O evento começa no dia 6 de novembro e dura até o dia 15, sendo composto por duas partes: a popular com eventos gastronômicos, grandes shows artísticos, pirotécnico e a parte religiosa com novenas, procissões e missas campais. Em 2014 a procissão reuniu 200 mil pessoas, a tornando a segunda maior do Brasil, atrás apenas do Círio de Nazaré. 

## História
O culto à Virgem iniciou-se em meados do século XVII, pouco tempo após a elevação da Villa de Paranaguá. A fé parnanguara à virgem aumentou após a década de 1680, quando a pequena vila foi assolada pela Peste da Bicha e assim a Santa foi invocada para que livrasse desta lamúria o vilarejo, o que aconteceu e foi atribuído à virgem este milagre.
Um santuário foi construído com o nome da Santa em frente à baía de Paranaguá e próximo à praia onde a imagem foi encontrada por pescadores. Em 1977 o papa Paulo VI declarou Nossa Senhora do Rocio Rainha e Padroeira do Estado do Paraná.
Ao longo do tempo as celebrações ocorreram em fases distintas, porém, a partir de um determinado momento foi escolhida a data de 15 de novembro para venerar a Santa.
A consolidação da festividade fez do evento o maior evento religioso do Sul do Brasil.